# Да Силва, Ана Каролина
Ана Каролина да Силва, также известная как Карол и Каролана (порт.-браз. Ana Carolina da Silva (Carol, Carolana); род. 8 апреля 1991, Белу-Оризонти, штат Минас-Жерайс, Бразилия) — бразильская волейболистка, центральная блокирующая.

## Биография
Волейболом начала заниматься в родном городе Белу-Оризонти. С 2005 года на протяжении четырёх сезонов выступала за молодёжную команду ВК «Маккензи», а в 2008—2010 играла уже за основную команду клуба в Суперлиге «А» чемпионата Бразилии. В 2010—2011 и 2012—2013 — игрок ВК «Пиньейрос» (Сан-Паулу), а в 2011—2012 и 2013—2017 выступала за одну из сильнейших команд Бразилии — «Юнилевер»/«Рексона-Адес»/«Рексона-СеСК» из Рио-де-Жанейро, в составе которой 4 раза становилась чемпионкой страны, по два раза выигрывала Кубок и Суперкубок Бразилии и клубный чемпионат Южной Америки. Затем один сезон отыграла в Турции за «Нилюфер» из Бурсы, после чего вернулась в Бразилию и заключила контракт с ВК «Дентил/Прая Клубе» (Уберландия), за который отыграла 5 сезонов, выиграв с ним чемпионат Бразилии (2023), четырежды — Суперкубок страны и дважды — чемпионат Южной Америки среди клубных команд. 
С 2023 года являлась игроком итальянского «Савино Дель Бене», став с ним двукратным призёром чемпионатов Италии и серебряным призёром Лиги чемпионов ЕКВ 2025. В 2025 заключила контракт с ВК «Атланта» из LOVB (США).
С 2014 Ана Каролина выступает за национальную сборную Бразилии выиграв в том году с ней «золото» Гран-при и «бронзу» чемпионата мира. Через год стала призёром Гран-при и впервые чемпионкой Южной Америки (всего 5 континентальных титулов). Сезон 2016 года пропустила из-за травмы, а в 2017 вернулась в сборную. Всего в составе национальной команды Бразилии в официальных турнирах мирового и континентального уровня 7 раз выигрывала золотые награды, 6 раз — серебряные и 3 раза — бронзовые. Кроме этого, в активе Аны Каролины «золото» Универсиады 2011 в составе студенческой сборной страны.  
В турнирах на уровне сборной и клубов Ана Каролина 15 раз входила в символические сборные в качестве центральной блокирующей.

### Клубная карьера
- 2005—2010 —  «Маккензи» (Белу-Оризонти);
- 2010—2011 —  «Пиньейрос» (Сан-Паулу);
- 2011—2012 —  «Юнилевер» (Рио-де-Жанейро);
- 2012—2013 —  «Пиньейрос» (Сан-Паулу);
- 2013—2017 —  «Юнилевер»/«Рексона-Адес»/«Рексона-СеСК» (Рио-де-Жанейро);
- 2017—2018 —  «Нилюфер» (Бурса);
- 2018—2023 —  «Дентил/Прая Клубе» (Уберландия);
- 2023—2025 —  «Савино Дель Бене» (Скандиччи);
- с 2025 —  «Атланта» — LOVB.

## Достижения

### Со сборными Бразилии
- серебряный призёр Олимпийских игр 2020;
  - бронзовый призёр Олимпийских игр 2024.
- серебряный (2022) и бронзовый (2014) призёр чемпионатов мира.

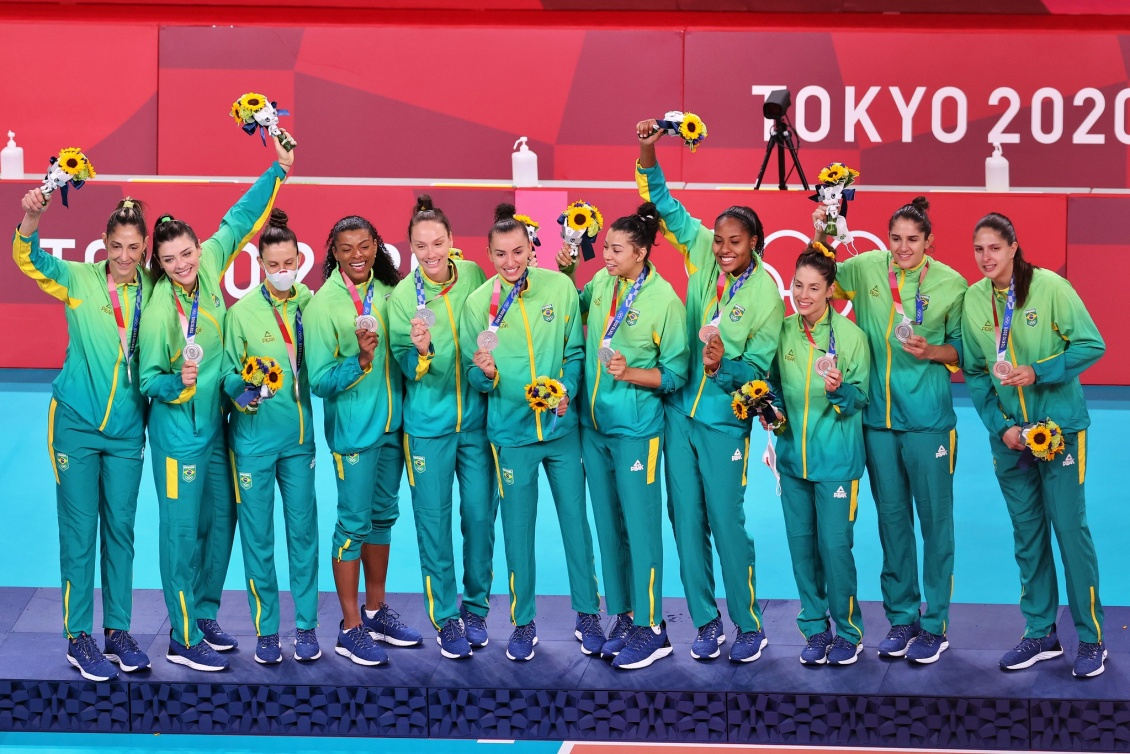
Сборная Бразилии — серебряный призёр Олимпиады-2020. 5-я справа — Ана Каролина да Силва.

- серебряный призёр розыгрыша Всемирного Кубка чемпионов 2017.
- двукратная чемпионка Мирового Гран-при — 2014, 2017;
  - бронзовый призёр Гран-при 2015.
- 3-кратный серебряный призёр Лиги наций — 2019, 2021, 2022.
- 5-кратная чемпионка Южной Америки — 2015, 2017, 2019, 2021, 2023.
- чемпионка (2011) и серебряный призёр (2013) летних Универсиад в составе студенческой сборной Бразилии.

### С клубами
- 5-кратная чемпионка Бразилии — 2014, 2015, 2016, 2017, 2023.
  - 4-кратный серебряный призёр чемпионатов Бразилии — 2012, 2019, 2021, 2022.
- двукратный победитель (2016, 2017) и 4-кратный серебряный призёр (2019, 2020, 2021, 2023) розыгрышей Кубка Бразилии.
- 6-кратный обладатель Суперкубка Бразилии — 2015, 2016, 2018, 2019, 2020, 2021.
- серебряный (2024) и бронзовый (2025) призёр чемпионатов Италии.
- серебряный (2009) и двукратный бронзовый (2007, 2008) призёр молодёжных чемпионатов Бразилии.

- двукратный серебряный призёр клубных чемпионатов мира — 2013, 2017.
- 4-кратная чемпионка Южной Америки среди клубных команд — 2015, 2016, 2021, 2023;
  - 3-кратный серебряный призёр клубных чемпионатов Южной Америки — 2019, 2020, 2022.
- серебряный призёр Лиги чемпионов ЕКВ 2025.

### Индивидуальные
- 2013: лучшая центральная блокирующая (одна из двух) клубного чемпионата мира.
- 2015: лучшая центральная блокирующая (одна из двух) клубного чемпионата Южной Америки.
- 2015: лучшая центральная блокирующая (одна из двух) клубного чемпионата мира.
- 2016: MVP и лучшая центральная блокирующая (одна из двух) клубного чемпионата Южной Америки.
- 2017: лучшая центральная блокирующая (одна из двух) чемпионата Южной Америки.
- 2017: лучшая центральная блокирующая (одна из двух) Всемирного Кубка чемпионов.
- 2019: лучшая центральная блокирующая (одна из двух) чемпионата Бразилии.
- 2020: лучшая центральная блокирующая (одна из двух) клубного чемпионата Южной Америки.
- 2021: лучшая центральная блокирующая (одна из двух) чемпионата Бразилии.
- 2021: лучшая центральная блокирующая (одна из двух) чемпионата Южной Америки.
- 2022: лучшая центральная блокирующая (одна из двух) чемпионата Бразилии.
- 2022: лучшая центральная блокирующая (одна из двух) клубного чемпионата Южной Америки.
- 2022: лучшая центральная блокирующая (одна из двух) Лиги наций.
- 2022: лучшая центральная блокирующая (одна из двух) чемпионата мира.
- 2023: лучшая центральная блокирующая (одна из двух) чемпионата Бразилии.

## Личная жизнь
2 марта 2023 года в Уберландии Ана Каролина да Силва заключила брак со своей давней партнёршей, игроком женской волейбольной сборной Нидерландов Анне Бёйс.